# Trentepohlia leucophaea
Trentepohlia leucophaea är en tvåvingeart som beskrevs av Alexander 1959. Trentepohlia leucophaea ingår i släktet Trentepohlia och familjen småharkrankar.
Artens utbredningsområde är Zimbabwe. Inga underarter finns listade i Catalogue of Life.